# Зеноб Грамма

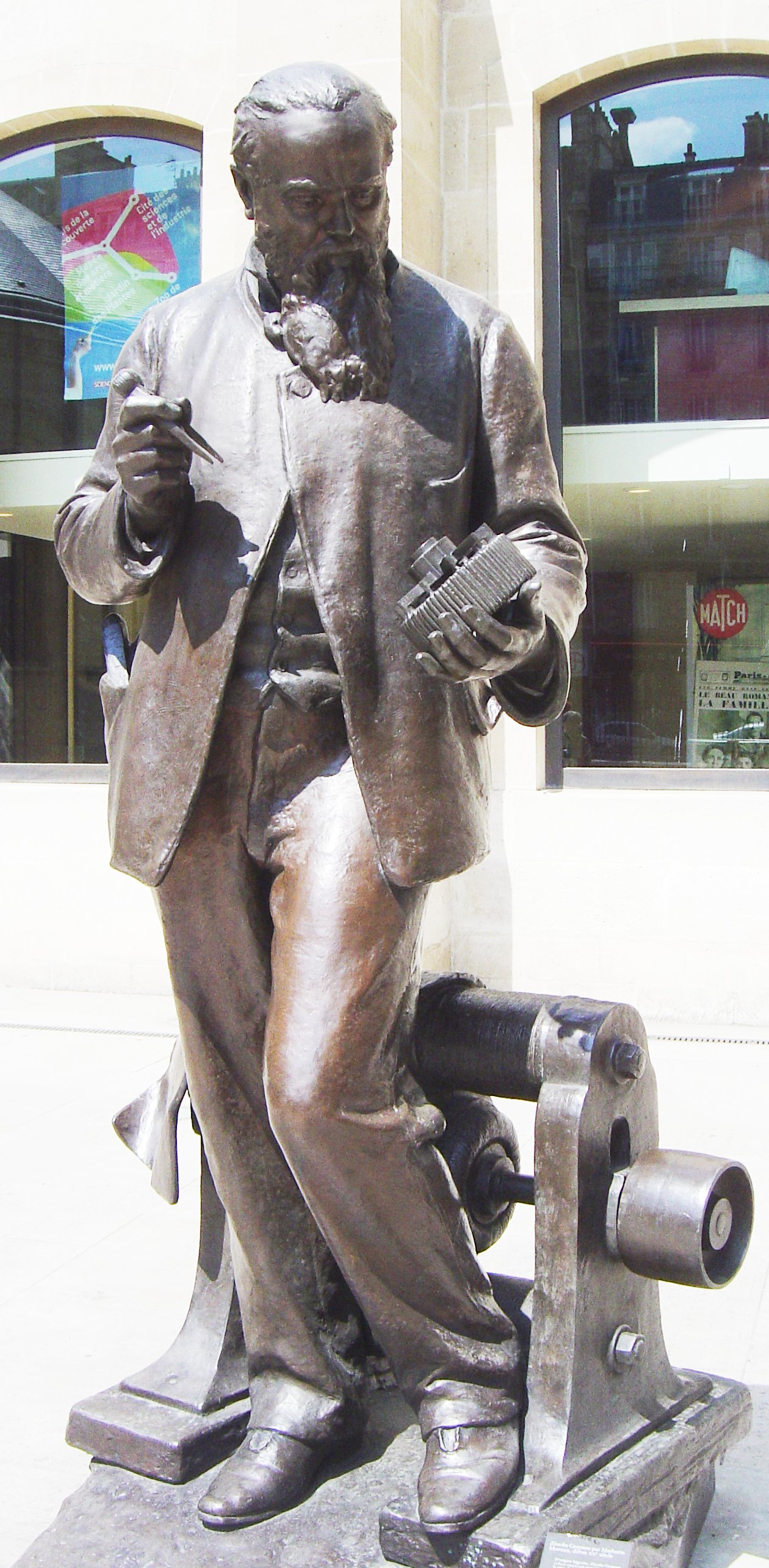
Пам'ятник Зенобу Ґрамму

Зеноб Теофіл Грамма (фр. Zénobe-Théophile Gramme, 4 квітня 1826 — 20 січня 1901) — відомий бельгійський винахідник магніто- і динамоелектричніх машин, названних на його честь.